# Jens Adolf Jerichau (skulptör)
Jens Adolf Jerichau, född 17 april 1816 i Assens på Fyn, död 24 juli 1883 i Jægerspris på Nordsjälland, var en dansk skulptör. Han var gift med Elisabeth Baumann-Jerichau, far till Thorald, Harald och Holger Jerichau samt farfar till Jens Adolf Jerichau. 
Jerichau reste efter studier för Hermann Ernst Freund till Rom 1838, året för Bertel Thorvaldsens hemresa. Jerichau arbetade i nyantik stil, om än mera rörlig och realistisk än Thorvaldsens. Han väckte uppmärksamhet 1845 med gruppen Herkules och Hebe och ännu mera året därpå med Panterjägaren, återgiven i ett spännande rörelsemoment. Sedan han återvänt till Köpenhamn och blivit professor vid konstakademins modellskola 1849 utförde han bland annat efter förslag till segermonumentet i Fredericia – vilket dock fick vika för Herman Wilhelm Bissens Landssoldaten. Han utförde även statyn David utanför Vor Frue Kirke och monumentet över Hans Christian Ørsted i Ørstedsparken, båda i Köpenhamn. Bland Jerichaus arbeten på Statens Museum for Kunst och Ny Carlsberg Glyptotek märks flera livfulla djurbilder samt gruppen av två unga flickor, som blivit skrämda under badning. Sistnämnda grupp förenar i ovanlig grad klassisk avrundning och slutenhet med dansk behagfullhet.

## Utmärkelser
- Thorvaldsenmedaljen,  1847[8]
- Riddare av Dannebrogorden,  1852[9]
- Dannebrogsmännens hederstecken,  1861[9]
- Kommendör av Dannebrogorden,  1876[9]

[Redigera Wikidata]